# Empreinte (psychologie)
Une empreinte (ou imprégnation) est en éthologie et en psychologie la mise en place quasi définitive d'un lien entre un déclencheur extérieur et un comportement instinctif. Ce phénomène a été décrit par l'éthologue Konrad Lorenz dans les années 1930 par une suite d'expérimentations sur des oies, les oies de Lorenz. Ces observations ont généré de nombreuses études sur l'empreinte et la notion associée de période critique.  

## Observations et interprétations de K. Lorenz

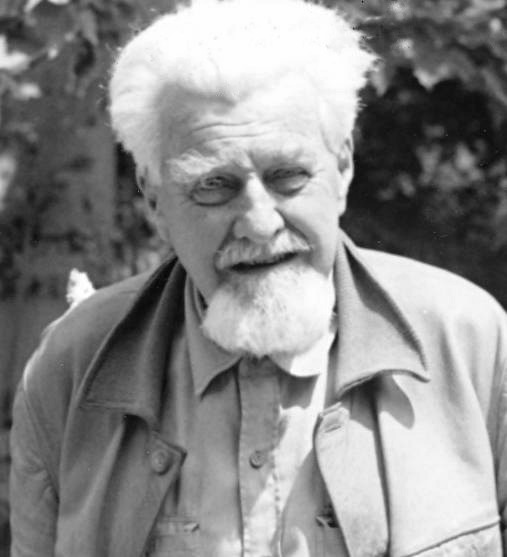
Image de Konrad Lorenz.

L'empreinte est la capacité d'acquisition rapide de façon permanente par un juvénile des caractéristiques d'une forme spécifique qui orientera les conduites ultérieures. Lorenz observe que chez des oiseaux (corbeaux) les comportements sexuels, en particulier la parade nuptiale, sont dirigés vers l'espèce animale sur laquelle l'empreinte s'est faite. Lorenz pense que l'empreinte est irréversible, mais des éthologues ont par la suite remis en cause l'irréversibilité du phénomène. En effet, on parle plutôt d'indélébilité pour caractériser ce phénomène, car cette empreinte peut être réveillée par la suite lors de la maturité sexuelle de l'oiseau.
Konrad Lorenz considère que cette forme d'apprentissage invalide les théories du béhaviorisme expliquant l'apprentissage uniquement par des phénomènes de conditionnement. En effet, l'empreinte est acquise sans la présence de renforcement ; elle augmente lorsqu'une punition est donnée (électrochoc dans des conditions expérimentales) alors que la théorie du béhaviorisme prédirait sa disparition dans ce cas, et elle résiste au phénomène d'extinction du comportement .
Konrad Lorenz critique ardemment le dogme du béhaviorisme.[réf. nécessaire]

## Neurobiologie
Un des processus neurobiologiques crucial de l'empreinte se situe au niveau de l'hyperstriatum ou HVC, une région du cerveau des oiseaux impliquée dans l'apprentissage des chants.

« En utilisant des mesures biochimiques de l'activité neuronale et l'autoradiographie, on a découvert qu'une zone de la région intermédiaire de l'hyperstriatum ventro-médian (IHVM) est intimement liée à l'empreinte filiale. Lorsque les neurones de cette zone sont détruits avant l'empreinte, le poussin est incapable de reconnaître l'objet avec lequel il a été entraîné. Et qui plus est, lorsqu'ils sont détruits immédiatement après l'empreinte, le poussin ne réagit plus préférentiellement à l'objet avec lequel il a été entraîné. »

Comme l'hyperstriatum est une structure du cerveau qui n'existe pas chez les mammifères, le phénomène d'empreinte, tel qu'il existe chez les oiseaux, ne peut être extrapolé aux mammifères.